# Łopienica
Łopienica (do 1945 niem. Lappenhagen) – wieś w północno-zachodniej Polsce, położona w województwie zachodniopomorskim, w powiecie koszalińskim, w gminie Będzino, nad potokiem Łopieniczką.
Teren Łopienicy znajduje się w obszarze chronionego krajobrazu Koszalińskiego Pasa Nadmorskiego.
W miejscowości działało Państwowe Gospodarstwo Rolne Łopienica.